# Jerry Svensson
Jerry Sigvard Svensson, född 1 oktober 1942, är en socialdemokratisk politiker i Tyresö kommun, ursprungligen från Viskafors i Borås kommun.
Jerry Svensson var tidigt engagerad i internationella frågor inom arbetarrörelsen, bland annat som ombudsman i Sveriges socialdemokratiska ungdomsförbund (SSU). Han var generalsekreterare (1971–1973) och ordförande (1975–1977) för Socialistiska ungdomsinternationalen (IUSY). Han har också varit förbundsordförande för Unga Örnar, samt president för International Falcon Movement – Socialist Educational International (IFM-SEI) i tio år, 1985–1995.